# Мартьянов, Александр Алексеевич
Александр Алексеевич Мартьянов (30 августа 1898, Филимоново, Ярославская губерния — 4 ноября 1977, Сочи, Краснодарский край) — советский военачальник, генерал-майор.

## Биография
Александр Алексеевич Мартьянов родился 30 августа 1898 года в деревне Филимоново Ростовского уезда.
В 1921 году окончил Петроградскую высшую кавалерийскую школу. В 1929 окончил Военную академию РККА им. М. В. Фрунзе, в 1943 году Высшую военную академию им. К. Е. Ворошилова.
В 1918 году поступил на службу в РККА. С 1919 член ВКП(б).
08.1920 — старшина 7-го эскадрона, затем начальник штаба кавалерийского полка и далее начальник оперативной части штаба кавалерийской бригады 1-й кавалерийской дивизии, начальник штаба 9-й кавалерийской дивизии.
06.1935 — назначен начальником учебной части оперативного факультета ВА РККА им. М. В. Фрунзе.
09.07.1937 — назначен начальником штаба 1-го кавалерийского корпуса.
Участник Гражданской войны. Участвовал в боях на Южном и петроградских фронтов против белогвардейцев Краснова, Юденича, Врангеля. Участник Освободительных походов в Западную Украину 1939 года, походов в Северную Буковину и Бессарабию 1940 года.
Великую Отечественную войну встретил в должности начальника штаба 4-го механизированного корпуса. С 19.07.1941 переведён на должность начальника штаба Киевского УР, а затем начальника оперативного отдела штаба 54-й армии.
1942 — назначен начальником оперативного отдела штаба 1-й гвардейской армии. В октябре 1942 отправлен на учёбу в ВА Генерального штаба.
03.02.1942 — назначен командующим Волховской оперативной группировкой, заместитель начальника штаба 1-й гвардейской армии.
25.04.1942 — начальник штаба командующего кавалерии РККА.
08.1944 — поступил в распоряжение Маршала Советского Союза Тимошенко.
После Великой Отечественной войны продолжил службу на командно-штабных должностях.
16.06.1953 уволен в запас по болезни.
Скончался А. А. Мартьянов 4 ноября 1977 года в г. Сочи.

## Награды
- Орден Ленина (6.11.1945)
- Орден Красного Знамени (29.04.1943, 3.11.1944, 29.6.1945, 29.7.1945, 20.6.1949)
- Орден Отечественной войны 1-й степени дважды (25.4.1944, 4.6.1944)
- Орден Красной Звезды (22.02.1941)
- Медали, в том числе:
  - «XX лет РККА» (22.02.1938)
  - «За оборону Ленинграда» (21.10.1943)
  - «За оборону Сталинграда».

## Комментарии
1. ↑  Деревня Филимоново с 25 января 1935 года входила в состав Петровского района (эта административно-территориальная принадлежность места рождения указана в источнике[2]), ныне — в Ростовском районе Ярославской области.